# Pumar (Allande)
Pumar es una aldea perteneciente a la parroquia de Celón, en el concejo de Allande, comarca del Narcea, Principado de Asturias, España.